# Endurance (jezdectví)

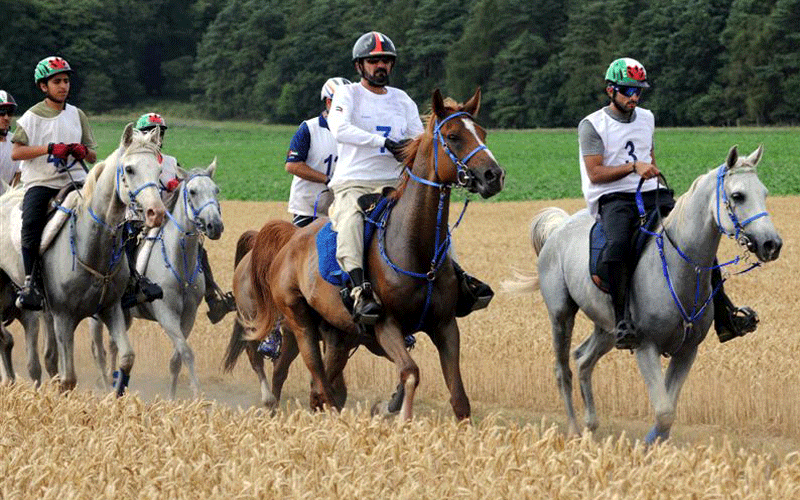
Účastníci vytrvalostního závodu

Vytrvalostní jízda patří do jezdeckých sportů spadajících pod FEI. Je soutěží prověřující schopnost soutěžícího bezpečně ovládat vytrvalost a kondici koně na vytrvalostní trati, na které bojuje s tratí samotnou, délkou, klimatickými podmínkami, terénem a časem. Aby byl soutěžící úspěšný, musí být schopný správně zvolit tempo a bezpečně vést svého koně v terénu.

## Etapy
Každá vytrvalostní soutěž se skládá z několik etap (mohou být rozděleny do jednoho nebo více dní), které nesmí být delší než 40 km a kratší než 20 km. Vytrvalostní soutěže jsou organizovány a koncipovány tak, aby si soutěžící mohli zvolit tempo jízdy pro absolvování závodu. V jednotlivých etapách může být ale zařazen úsek s kontrolovanou rychlostí nebo stanoveným chodem. Pro délku trasy s kontrolovanou rychlostí nebo stanoveným chodem potom platí, že by neměla přesahovat pět kilometrů a v jedné etapě by neměl být víc než jeden takovýto úsek. Na konci každé etapy jsou stanoveny povinné přestávky pro provedení veterinární prohlídky a odpočinek koně. Přestávky mají zpravidla 30-60 minut. Za předpokladu splnění všech veterinárních požadavků je po uplynutí času přestávky jezdecká dvojice připuštěna ke startu do další etapy.

## Obtížnosti
Jednodenní vytrvalostní jízdy:
| označení | popis         | délka trati   |
| -------- | ------------- | ------------- |
| Z        | základní      | 40 až 54 km   |
| L        | lehké         | 55 až 79 km   |
| S        | střední       | 80 až 99 km   |
| ST       | středně těžké | 100 až 139 km |
| T        | těžké         | 140 a více km |

## Trať
Trať by měla zahrnovat technicky náročné faktory: změny povrchu, změny terénu, změny převýšení a změny směru. Překážky musí být pouze přírodního charakteru – jen v případě nutnosti je možné jejich zpevnění. Typ terénu a výškové rozdíly musí být přesně uvedeny v rozpise soutěže. Trasa nesmí obsahovat více než 10% tvrdých cest určených pro jízdu vozidel.
Cílový prostor musí být dlouhý a široký, aby tak umožnil několika koním zároveň rychlou jízdu bez vzájemného rušení jednoho koně druhým, a musí zabezpečit soutěžícím dostatečný prostor pro zastavení za cílovou čárou i v případě sprintu nebo cvalu. Cíl musí být umístěn co nejblíže veterinární uzávěře.

### Mapa
Trať vytrvalostní soutěže musí být oficiálně připravena nejméně 7 dní před začátkem vlastní soutěže a schválena technickým delegátem před předložením sboru rozhodčích a definitivně musí být vyznačená nejpozději 24 hodin před startem.

## Vybavení
Jezdci jsou povinni mít jezdeckou přilbu s tříbodovým upevněním, jezdeckou obuv s minimálně 12mm podpatkem, jezdecké kalhoty/kalhoty typu jodphur. Na všech soutěžích CEI se vyžaduje a je povinné oblečení, které je vhodné a nenarušuje dobrý obraz disciplíny vytrvalost. Na všech 3 a 4 – hvězdových závodech je povinné mít na sobě následující oblečení:
- jezdci: přiměřený jezdecký oblek, košile/tričko s límcem
- týmoví funkcionáři, ošetřovatelé, členové servisního týmu: vkusný a upravený týmový nebo individuální oděv, ve vet-gate nejsou povoleny žádné šortky ani sandály
- funkcionáři: vkusný a upravený pracovní oděv, nejsou povoleny žádné šortky ani sandály

## Hmotnost
Ve všech seniorských 4* mistrovských CEI soutěžích a ve všech 3* CEI soutěžích musí být minimální hmotnost jezdce s výstrojí bez uzdy alespoň 75 kg.
V 1* a 2* CEI soutěžích je minimální váha jezdce nastavena na 70 kg s výstrojí. V juniorských mezinárodních soutěžích a MČR je minimální váha jezdce s výstrojí 60 kg. V národních soutěžích jsou povoleny alternativní váhové kategorie dle rozhodnutí organizátora.

## Hodnocení
- jednotlivci: vítězem se stává dvojice s nejkratším celkovým časem, která splní všechny povinné procedury
- družstva: vítězným družstvem je družstvo s nejlepším dosaženým časem po sečtení konečné klasifikace tří nejvýše umístěných soutěžících v družstvu. V případě rovnosti je vítězem družstvo, jehož třetí umístěný jezdec má nejlepší čas. V případě, že se hodnotí méně než tři jezdci jednoho družstva, takové družstvo se nezařazuje do hodnocení soutěže družstev.